# L'Horme
L'Horme là một xã trong tỉnh Loire miền trung nước Pháp.